# Meteorium cordatum
Meteorium cordatum là một loài Rêu trong họ Meteoriaceae. Loài này được (Hook. ex Harv.) Mitt. mô tả khoa học đầu tiên năm 1859.